# Frog City Software
Frog City Software fue un estudio desarrollador de videojuegos perteneciente a Take-Two Interactive y que fue cerrada en 2006.

## Historia
Frog City Software fue una empresa de juegos de ordenador que se centró en los juegos de estrategia, inaugurada en 1995. Frog City Software ha sido una filial de Take-Two Interactive, hasta que se cerró en 2006.
La compañía fue fundada por los hermanos Bill y  Ted Spieth y por Rachel Bernstein.
En el año 2004 Frog City fue comprada por Take 2 Interactive en 2005.
Frog City se cerró en 2006;. fue el cuarto estudio de desarrollo de juegos que fue cerrado por Take-Two Interactive durante ese año. En abril de ese año, los veteranos de la desarrolladora, incluyendo los fundadores Ted y Bill Spieth y Rachel Bernstein. inició un estudio de desarrollo de juegos llamado Sidecar Studios.
En 2007, Bernstein se unió a Electronic Arts como Productor.